# Gianpietro Zecchin
Gianpietro Zecchin (Camposampiero, 5 maggio 1983) è un allenatore di calcio ed ex calciatore italiano, di ruolo centrocampista, tecnico del Bassano.

## Carriera
Cresce calcisticamente nelle giovanili del Padova, per poi passare a fare esperienza nella squadra del Südtirol-Alto Adige.
Nel 2003 ritorna al Padova, squadra in cui passerà cinque stagioni.
Per la stagione 2007-2008 viene acquistato dal Grosseto, con cui esordisce in Serie B il 31 agosto nella partita persa contro il Brescia (1-0).
L'anno dopo scende di categoria e passa al Ravenna, raggiungendo i play-off promozione persi proprio contro la sua vecchia squadra, il Padova.
Nel 2009 passa al Varese militante in Lega Pro Prima Divisione, con cui al primo anno ottiene la promozione in Serie B passando per i play-off. L'anno successivo in Serie B conserva il posto di titolare nella squadra lombarda con cui raggiunge i play-off per la promozione in Serie A.
Nella prima giornata della Serie B 2012-2013 realizza il gol del 2-0 contro l'Ascoli.
Al termine della stagione 2014-2015, nonostante un contratto fino al 2016, rimane svincolato a causa della mancata iscrizione del Varese, appena retrocesso, al campionato di Lega Pro.
Rimasto senza squadra, si è operato alla caviglia rimanendo fermo sei mesi, poi il 29 gennaio 2016 firma un contratto semestrale con il Campodarsego, società veneta militante in Serie D.
Il 30 agosto passa al Mestre sempre in Serie D.
Contribuisce alla vittoria finale del girone C del campionato di Serie D con ben 4 gol in 20 presenze. 
Rimane al Mestre anche nella seconda stagione disputando il campionato di Serie C.

### Allenatore
In seguito alla mancata iscrizione della squadra al campionato di Serie C per la stagione sportiva 2018-19, diventa allenatore del Mestre che riparte dall'Eccellenza.
Porta la sua squadra in finale di Coppa Italia Eccellenza contro il Caldiero Terme. La partita, disputata il 5 gennaio 2019 a Bassano del Grappa, vede soccombere il Mestre per 9-10 ai calci di rigore.
Conclude il campionato in seconda posizione accedendo ai playoff nazionali. Il 9 giugno conquista la promozione in Serie D in seguito al favorevole doppio confronto con il Pomezia in virtù dell'1-1 maturato in trasferta.
Nella stagione 2019-20 il Mestre da neopromosso è quinto (posizione che assicurerebbe i playoff) prima della sospensione dei campionati causa COVID-19. La stagione 2020-2021 si conclude al sesto posto, ad un solo punto dalla zona play off, al termine della quale lascia la società.
Nell'estate 2021 si accorda con la Manzanese, esperienza che si chiude subito per via del crac societario. Svincolatosi per conseguenza di ciò, ritorna sulla panchina del Mestre. Viene confermato anche per la stagione 2022-2023 dove raggiunge la salvezza in Serie D. L'8 gennaio 2024, all'indomani della sconfitta sul campo del Monte Prodecco e con la squadra all'11º posto in classifica a quota 21 punti, rassegna le dimissioni.
Il 27 novembre 2024, il Bassano, formazione veneta di Serie D, lo annuncia come nuovo allenatore della prima squadra.

## Statistiche

### Presenze e reti nei club
| Stagione        | Squadra         | Campionato      | Campionato | Campionato | Coppe nazionali | Coppe nazionali | Coppe nazionali | Coppe continentali | Coppe continentali | Coppe continentali | Altre coppe | Altre coppe | Altre coppe | Totale | Totale |
| Stagione        | Squadra         | Comp            | Pres       | Reti       | Comp            | Pres            | Reti            | Comp               | Pres               | Reti               | Comp        | Pres        | Reti        | Pres   | Reti   |
| --------------- | --------------- | --------------- | ---------- | ---------- | --------------- | --------------- | --------------- | ------------------ | ------------------ | ------------------ | ----------- | ----------- | ----------- | ------ | ------ |
| 2001-2002       | Südtirol        | C2              | 30+2       | 4          | CI              | 0               | 0               | -                  | -                  | -                  | -           | -           | -           | 32     | 4      |
| 2002-2003       | Südtirol        | C2              | 33         | 8          | CI              | 0               | 0               | -                  | -                  | -                  | -           | -           | -           | 33     | 8      |
| Totale Sudtirol | Totale Sudtirol | Totale Sudtirol | 63+2       | 12         |                 | 0               | 0               |                    | -                  | -                  |             | -           | -           | 65     | 12     |
| 2003-2004       | Padova          | C1              | 26         | 4          | CI-C            | 0               | 0               | -                  | -                  | -                  | -           | -           | -           | 26     | 4      |
| 2004-2005       | Padova          | C1              | 33         | 3          | CI-C            | 0               | 0               | -                  | -                  | -                  | -           | -           | -           | 33     | 3      |
| 2005-2006       | Padova          | C1              | 26         | 5          | CI+CI-C         | 2+0             | 0               | -                  | -                  | -                  | -           | -           | -           | 28     | 5      |
| 2006-2007       | Padova          | C1              | 28         | 6          | CI-C            | 0               | 0               | -                  | -                  | -                  | -           | -           | -           | 28     | 6      |
| Totale Padova   | Totale Padova   | Totale Padova   | 113        | 18         |                 | 2               | 0               |                    | -                  | -                  |             | -           | -           | 115    | 18     |
| 2007-2008       | Grosseto        | B               | 21         | 0          | CI              | 0               | 0               | -                  | -                  | -                  | -           | -           | -           | 21     | 0      |
| ago. 2008       | Grosseto        | B               | 0          | 0          | CI              | 1               | 0               | -                  | -                  | -                  | -           | -           | -           | 1      | 0      |
| Totale Grosseto | Totale Grosseto | Totale Grosseto | 21         | 0          |                 | 1               | 0               |                    | -                  | -                  |             | -           | -           | 22     | 0      |
| ago. 2008-2009  | Ravenna         | 1D              | 26+2       | 3          | CI+CI-LP        | 1+1             | 0               | -                  | -                  | -                  | -           | -           | -           | 30     | 3      |
| 2009-2010       | Varese          | 1D              | 27+4       | 4+1        | CI+CI-LP        | 0+2             | 0               | -                  | -                  | -                  | -           | -           | -           | 33     | 5      |
| 2010-2011       | Varese          | B               | 27+1       | 0          | CI              | 1               | 0               | -                  | -                  | -                  | -           | -           | -           | 29     | 0      |
| 2011-2012       | Varese          | B               | 35+3       | 4+0        | CI              | 1               | 0               | -                  | -                  | -                  | -           | -           | -           | 39     | 4      |
| 2012-2013       | Varese          | B               | 36         | 4          | CI              | 2               | 0               | -                  | -                  | -                  | -           | -           | -           | 38     | 4      |
| 2013-2014       | Varese          | B               | 31+2       | 3          | CI              | 1               | 0               | -                  | -                  | -                  | -           | -           | -           | 33     | 3      |
| 2014-2015       | Varese          | B               | 28         | 2          | CI              | 3               | 0               | -                  | -                  | -                  | -           | -           | -           | 31     | 2      |
| Totale Varese   | Totale Varese   | Totale Varese   | 184+10     | 18         |                 | 10              | 0               |                    | -                  | -                  |             | -           | -           | 204    | 18     |
| gen.-giu. 2016  | Campodarsego    | D               | 8+2        | 0          | CI-D            | -               | -               | -                  | -                  | -                  | -           | -           | -           | 10     | 0      |
| 2016-2017       | Mestre          | D               | 20+2       | 4          | CI-D            | 1               | 0               | -                  | -                  | -                  | -           | -           | -           | 22     | 4      |
| 2017-2018       | Mestre          | C               | 14         | 1          | CIC             | -               | -               | -                  | -                  | -                  | -           | -           | -           | 15     | 1      |
| Totale Mestre   | Totale Mestre   | Totale Mestre   | 34+2       | 5          |                 | 1               | 0               |                    | -                  | -                  |             | -           | -           | 37     | 5      |
| Totale carriera | Totale carriera | Totale carriera | 467        | 56         |                 | 16              | 0               |                    | -                  | -                  |             | -           | -           | 483    | 56     |

### Statistiche da allenatore
Statistiche aggiornate al 20 maggio 2020.
| Stagione        | Squadra         | Campionato      | Campionato | Campionato | Campionato | Campionato | Coppe nazionali | Coppe nazionali | Coppe nazionali | Coppe nazionali | Coppe nazionali | Coppe continentali | Coppe continentali | Coppe continentali | Coppe continentali | Coppe continentali | Altre coppe | Altre coppe | Altre coppe | Altre coppe | Altre coppe | Totale | Totale | Totale | Totale | % Vittorie | Piazzamento                    |
| Stagione        | Squadra         | Comp            | G          | V          | N          | P          | Comp            | G               | V               | N               | P               | Comp               | G                  | V                  | N                  | P                  | Comp        | G           | V           | N           | P           | G      | V      | N      | P      | %          | Piazzamento                    |
| --------------- | --------------- | --------------- | ---------- | ---------- | ---------- | ---------- | --------------- | --------------- | --------------- | --------------- | --------------- | ------------------ | ------------------ | ------------------ | ------------------ | ------------------ | ----------- | ----------- | ----------- | ----------- | ----------- | ------ | ------ | ------ | ------ | ---------- | ------------------------------ |
| 2018-2019       | Mestre          | Ecc.            | 32+5       | 19+2       | 9+3        | 4          | CI-Ecc.         | 4               | 2               | 1               | 1               | -                  | -                  | -                  | -                  | -                  | -           | -           | -           | -           | -           | 41     | 23     | 13     | 5      | 56,10      | 2º, (promosso dopo i play-off) |
| 2019-2020       | Mestre          | D               | 27         | 13         | 6          | 8          | CI-D            | 3               | 1               | 2               | 0               | -                  | -                  | -                  | -                  | -                  | -           | -           | -           | -           | -           | 30     | 14     | 8      | 8      | 46,67      | 5º                             |
| 2020-2021       | Mestre          | D               | 38         | 18         | 6          | 14         | -               | -               | -               | -               | -               | -                  | -                  | -                  | -                  | -                  | -           | -           | -           | -           | -           | 38     | 18     | 6      | 14     | 47,37      | 6º                             |
| ott. 2021-2022  | Mestre          | D               | 29         | 12         | 5          | 12         | CI-D            | -               | -               | -               | -               | -                  | -                  | -                  | -                  | -                  | -           | -           | -           | -           | -           | 29     | 12     | 5      | 12     | 41,38      | Sub., 9º                       |
| 2022-2023       | Mestre          | D               | 34         | 12         | 7          | 15         | CI-D            | 1               | 0               | 0               | 1               | -                  | -                  | -                  | -                  | -                  | -           | -           | -           | -           | -           | 35     | 12     | 7      | 16     | 34,29      | 11º                            |
| 2023-2024       | Mestre          | D               | 18         | 6          | 3          | 9          | CI-D            | 1               | 0               | 0               | 1               | -                  | -                  | -                  | -                  | -                  | -           | -           | -           | -           | -           | 19     | 6      | 3      | 10     | 31,58      | Dim.                           |
| Totale carriera | Totale carriera | Totale carriera | 173        | 82         | 36         | 55         |                 | 9               | 3               | 3               | 3               |                    | -                  | -                  | -                  | -                  |             | -           | -           | -           | -           | 182    | 85     | 39     | 58     | 46,70      |                                |

## Palmarès

### Giocatore

#### Competizioni nazionali
- Serie C2: 1

Padova: 2000-2001
- Serie D: 1

Mestre: 2016-2017(girone C)